# بوروویچه (سینیتسا)
بوروویچه (به صربی: Boroviće) یک منطقهٔ مسکونی در صربستان است که در سینیتسا واقع شده‌است. بوروویچه ۲٫۲۳ کیلومتر مربع مساحت و ۷۳ نفر جمعیت دارد.